# Geoffrey Parrinder
Geoffrey Parrinder (10 avril 1910 - 16 juin 2005) était professeur de religions comparées au King's College de Londres, prêtre méthodiste, et auteur de plus de trente ouvrages. L'un au moins, What World Religions Teach Us (1968), est un best-seller.

## Biographie
Parrinder travaille comme missionnaire au Bénin et en Côte d'Ivoire durant une vingtaine d'années à partir de 1933, et il devient une référence en matière de religions traditionnelles africaines d'Afrique de l'Ouest.
De 1958 jusqu'à sa retraite en 1977, il enseigne au King's College de Londres. Parmi ses étudiants, on compte le futur archevêque anglican Desmond Tutu.